# Nikola Šuhaj
Nikola Šuhaj (původně Mykola Sjuhaj, Микола Петрович Сюгай, Miklós Szuhaj, 3. dubna 1898 Nižní Koločava – 16. srpna 1921 polonina Žalopka (Koločava)) byl podle jednoho názoru podkarpatský národní hrdina, podle jiného názoru zločinec, který se vzpíral spravedlnosti. Stal se legendou díky knize Ivana Olbrachta, vydané poprvé roku 1933 pod názvem Nikola Šuhaj loupežník.

## Život
Nikola Šuhaj) se narodil roku 1898 v Nižní Koločavě, místní část Suchar (dnešní Ukrajina), Petrovi a Hafii Šuhajovým. V roce 1917 narukoval k 85. uherskému pluku. Na frontu se však nikdy nedostal; zběhl a do konce první světové války se skrýval v okolí Koločavy v údolí Terebly, u Dragova směrem na Chust, v jeskyních. Nebyl sám, vojenských zběhů se tam ukrývalo více.

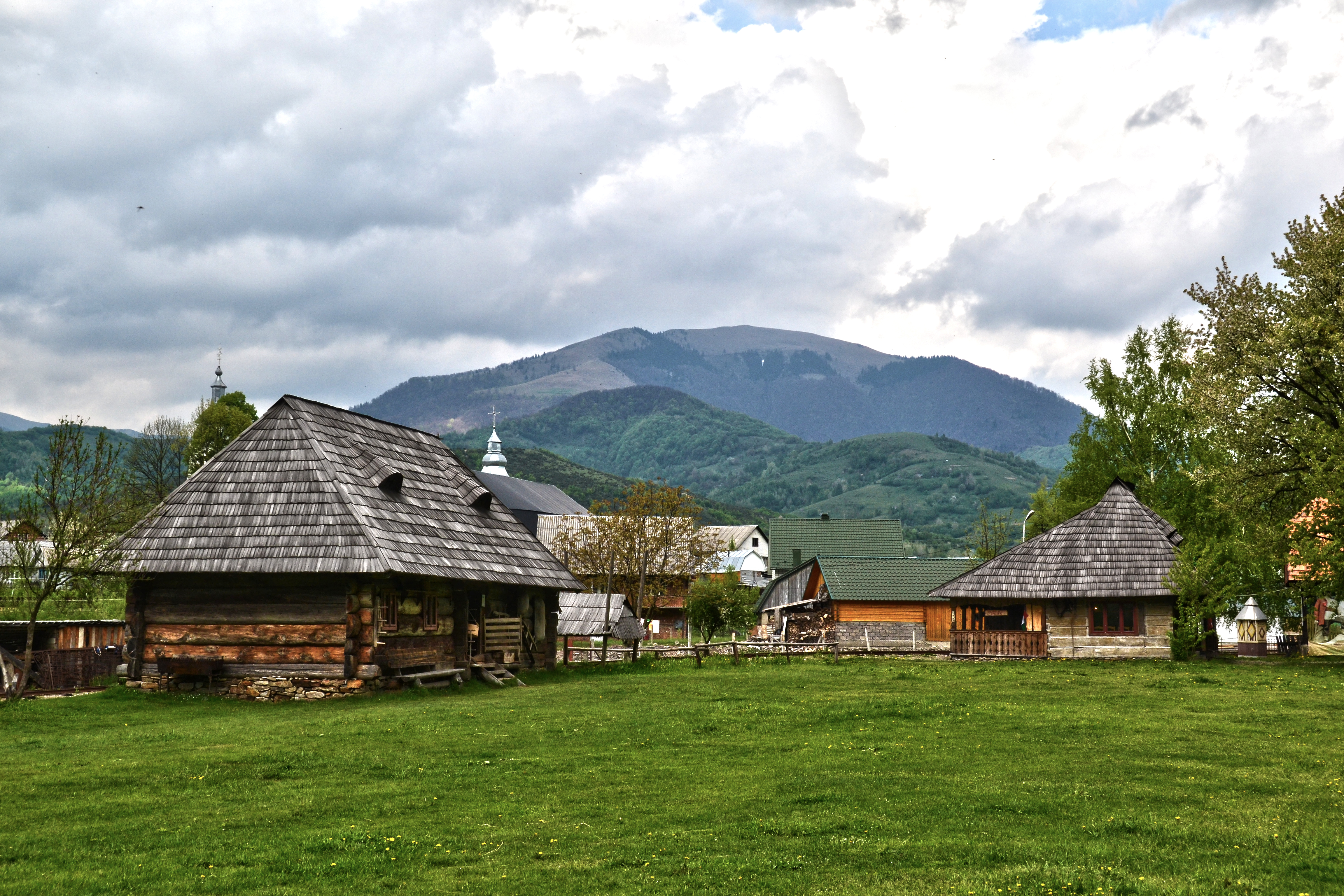
Koločava

Po konci války se vrátil do Koločavy a oženil se s Eržikou Dračovou (1905–1987), kvůli níž utekl z vojny. Rok a půl vydržel žít poměrně spořádaně, byť v nuzných poměrech té doby. Postupně byl pronásledován uherskými, rumunskými a poté, co byla Podkarpatská Rus v roce 1919 přičleněna Malou Saint-Germainskou smlouvou k ČSR, i československými četníky. Proto, když v roce 1920 Nikola opět přestupuje zákon, zprvu si neví československé četnictvo rady a zdá se, že tyto skutečnosti dokonce ignoruje. Jeví se zbytečné dělat povyk kvůli několika krádežím sýra na kolibách a salaších. Později byl Nikola jednou dopaden a zatčen. A tu se různí výklad, jak se Nikola dostal na svobodu: buď uplatil, nebo zabil závodčího, který konal ostrahu cely. Měl by to být Nikolou zabitý čtvrtý četník, kterého nezabil, jak líčí Olbracht, jako mstu za návštěvu jeho ženy Eržiky, ale při jeho ostraze na četnické stanici. Jisté je to, že se dostal na svobodu.

### Vůdce zbojníků
Po útěku z vězení kolem sebe Šuhaj zorganizoval celou zbojnickou tlupu. Když se množily krádeže a olupování, četnictvo ve spolupráci s armádou rozhodlo o razantním zákroku. Zde vidělo možnost demonstrovat svou moc v nově nabytém území. Nikola se pohyboval v okolí Koločavy, mezi lidi scházel málokdy, ale díky svým komplicům měl přehled o tom, co se dělo. Zaměřoval se na zámožné lidi, zejména židovské obchodníky. Kradl zboží a peníze. Daleko je u něj do romantické představy, že bohatým bral a chudým dával.
Později se Nikolovo živobytí rozšířilo i o vykrádání kostelů. Tato skutečnost je v oblasti, kde je v lidech víra hluboce zakořeněna, velmi nezvyklou. V průběhu zboje se k Nikolovi přidal i jeho mladší bratr Jura. Ten se zdál být horším a mnohem krvežíznivějším než jeho bratr. Celá zbojnická historie se udála v období jen o málo víc než jednoho roku. A přes to Nikola dokázal celý koločavský kraj držet v šachu strachem. Když onemocněl na tyfus a poslal pro lékaře do Volového (nyní Mižhir´ja) měl doktor na vybranou: buď přijdeš a vyléčíš mne, pak ti dobře zaplatím, nebo nepřijdeš a potom zemřeš a tvoje statky lehnou popelem.

### Dopadení a smrt

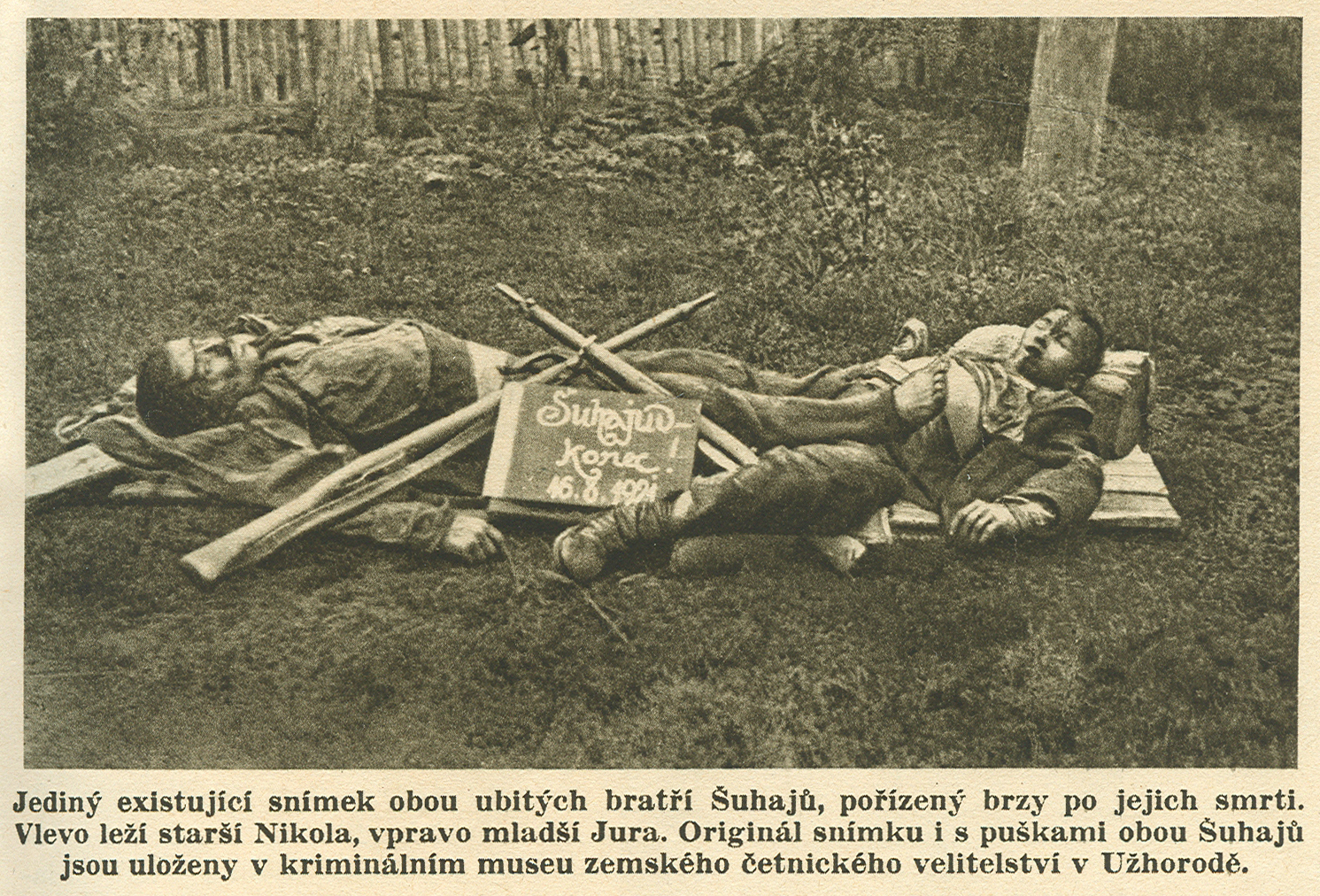
Jediné dochované foto Nikoly Šuhaje (již mrtvého)

Na celou akci dopadení Nikoly bylo vynaloženo velké množství prostředků a sil, jak o tom mluví historické dokumenty. Byl zapůjčen vojenský telefon a do kraje byly odveleny spousty četníků a vojska, která pročesávala kraj, leč vše marně. Nikola měl štěstí, věděl o připravovaných zátazích, nebo jej informovali lidé, kteří pro něj pod pohrůžkou pracovali.
V roce 1921 byla za jeho dopadení vypsána odměna tří tisíc korun. To byly tehdy závratné peníze, za něž se dalo na Zakarpatí koupit malé hospodářství, nebo jeden až dva dobří koně. 16. srpna 1921 byl spolu se svým bratrem Jurajem zavražděn třemi svými bývalými přáteli, a to tak, že oni bývalí přátelé – členové Nikolovy bandy – přinesli do lesa, kde se Nikola a Jura skrývali, vodku a opili je. Když byli Nikola a Jura opilí, umlátili je sekyrami a potom zavolali strážní oddíl, který byl Nikolovi na stopě. Četníci potom zabitého Nikolu (věk 23 let) a Juru (15,5 let) vyfotografovali na památku.

## Osudy rodiny
V prosinci 1921 se Eržice narodila dcera Anna, později provdaná Štajerová. Eržika se záhy provdala za souseda Derbaka. Zemřela v roce 1987 a je pochována na hřbitově v Koločavě.
Je zajímavé, že Nikolův bratr Ivan a jeho synovec Vasil se roku 1946 přidali k ukrajinským nacionalistům (UPA) a bojovali proti sovětské armádě. Později Ivan zahynul v přestřelce s NKVD a Vasil spáchal sebevraždu výbuchem granátu, když byl obklíčen jednotkou NKVD. Další jeho příbuzný Michal Štajer byl popraven v roce 1957 jako "ukrajinský buržoazní nacionalista". Šuhajův nejmladší bratr, Andrej Šuhaj, byl za 2. světové války vysazen v obci Široká Niva na Bruntálsku. Jeho dva synové, Vasil [synové Roman (dcera Romana a syn Viktor) a Vasil (synové Daniel, Patrik a Adam)] a Jozef (synové Josef a Václav), dodnes žijí.[zdroj?]

## Legenda a umělecká díla
Nikola Šuhaj se zařadil do linie, která čítá slovenského Jánošíka či podkarpatský fenomén 18. století Oleksu Dovbuše. Hlavními atributy šuhajovské legendy jsou nezranitelnost, láska k Eržice a horám a smysl pro spravedlivý soud.

### Film
- Nikola Šuhaj (1947), režie: Miroslav Josef Krňanský
- Nikola Šuhaj loupežník (1977, TV), režie: Evžen Sokolovský
- Balada pro banditu (1978), režie: Vladimír Sís
- Olbracht i Koločava (2009), režie: Sergej Gubsky, ,
- Mikola: Tenkrát na Koločavě (2011), režie: Jiří Svoboda, DVD obsahuje rozhovor s pamětníkem Nikoly Šuhaje

### Drama
- Milan Uhde (libreto); Miloš Štědroň (hudba); Zdeněk Pospíšil (režie): Balada pro banditu (1975) - Divadlo na provázku
- Milan Uhde (libreto); Miloš Štědroň (hudba); Vladimír Morávek (režie): Balada pro banditu (2005) - Divadlo Husa na provázku (obnovení po třiceti letech)
- Stanislav Moša (libreto a režie); Petr Ulrych (hudba): Koločava (2001) - Městské divadlo Brno

### Hudba
- Alexander Moyzes: symfonická báseň Nikola Šuhaj (1934)
- Hana a Petr Ulrychovi: Nikola Šuhaj loupežník (1974)
- Miloš Štědroň: Balada pro banditu (1981)
- Hana a Petr Ulrychovi: Koločava (2002)